# Lekain
Henri-Louis Caïn, conhecido como Lekain ou  Le Kain (Paris, 31 de março de 1729 — Paris, 8 de fevereiro de 1778) foi um ator francês, especializado em tragédias.

## Biografia
Lekain começou, ao sair do Colégio Mazarino, a fazer comédias, em sociedade com outros jovens. Chamou a atenção de Voltaire, que o ouviu, adivinhou seu talento, deu-lhe conselhos e o fez aparecer no teatro da Duquesa do Maine em Sceaux. Em 1750, Voltaire consegue uma ordem de estréia para o "Théâtre-Français". Devido à oposição dos atores causada por seu tamanho, seu andar pesado, seus traços vulgares e sua voz surda, Lekain só foi admitido em 24 de Fevereiro de 1752, depois de dezessete meses de espera e por decisão expressa do Rei.
Num trabalho persistente superou seus defeitos naturais : Lekain suavizou sua voz e conseguiu dar-lhe tanto acentos patéticos quanto disparos ferozes  ; enobreceu seus gestos e tornou sua fisionomia tão expressiva que, em momentos de paixão, chegava a produzir a ilusão de beleza. Foi um dos primeiros modelos da escola em que o ator escuta e acompanha com pantomima as palavras de seu interlocutor ; submeteu sua dicção às nuances variadas do pensamento e do texto ;  interessou-se pelos figurinos e uniu-se a atriz la Clairon para modificá-los, dentro do que permitia os preconceitos de sua época.
Considerado um dos maiores intérpretes trágicos do Século XVIII, Lekain superou-se em "Orosmane" mas é também famosos por seus outros papéis : Tancredo, Maomé, Gengis, Zamora, Radamés, Nicodemos, Orestes, Nero e muitos outros. Em um dia em que se apresentou diante de Luís XV, o Rei proferiu a seguinte frase : "Este homem me faz chorar, a mim que não choro jamais". Tornando-se associado da Comédie-Française, desliga-se apenas um pouco antes de sua morte. Foi mestre de François-Joseph Talma.
Temos de Lekain suas "Memórias" (Paris, 1801, in-8°) onde este estende-se principalmente sobre o início de sua carreira teatral e seus primeiros contatos com Voltaire, que foram reimpressas, com "Reflexões" por Talma (Paris, 1825, in-8° ; nouv. édit., 1874, petit in-12).